# Diplopeltis eriocarpa
Diplopeltis eriocarpa là một loài thực vật có hoa trong họ Bồ hòn. Loài này được (Benth.) Hemsl. mô tả khoa học đầu tiên năm 1905.